# Essequibo
Essequibo är en flod i mellersta Guyana. Floden har sin källa i Acaraibergen, vid den brasilianska gränsen och flyter norrut genom savannområden och regnskog innan den når sin mynning i Atlanten, cirka 21 kilometer nordväst om huvudstaden Georgetown. Mynningen är omkring 32 kilometer bred, och vattnets väg förhindras av flera öar samt av silt. Längs flodens sträckning finns flera forsar och vattenfall. Större biflöden innefattar Rupununi, Mazaruni och Cuyuni och tillsammans med dessa avvattnar Essequibo mer än halva Guyanas yta.
Floden är farbar för mindre oceangående fartyg fram till staden Bartica, cirka 80 kilometer inåt landet. Essequibos totala längd är cirka 1 010 kilometer. Den delar namn med den nederländska kolonin Essequibo, som grundades 1616 och sedermera införlivades i Brittiska Guyana 1831.
I biflödet Potaro finns Kaieteurfallet, som har en fallhöjd på 247 meter.